# 頭城鎮新長興樹記
新長興樹記為三間二進式街屋，與老紅長興同時興建。為當年頭城最大的南北雜貨批發店。2007年3月8日公告為縣定古蹟。

## 引用資料
1. ↑  . 文化部文化資產局. （原始内容存档于2019-06-10）.